# Скотті Нгуєн
Скотті Нгуєн (справжнє ім'я Тхуан; 28 жовтня 1962, Нячанг) — професійний гравець у покер, володар п'яти браслетів Світової серії покеру, переможець головного турніру WSOP 1998 року, один з п'яти гравців, котрі здобували перемоги на головних турнірах WSOP і WPT. Відрізняється емоційністю за столом. Один з найактивніших і впізнаваних гравців. У 2002—2004 роках потрапив у призи більш ніж на ста турнірах.

## Біографія
Народився 28 жовтня 1962 року в місті Нячанг (В'єтнам) у багатодітній родині (у Скотті 13 братів і сестер). У віці 14 років приїхав в США і вже незабаром почав грати в покер. Його навіть виключили зі школи, тому що більшу частину свого часу він проводив не за партою, а за картковим столом.
Працював офіціантом (на цій роботі він і став «Скотті», оскільки його бос не міг вимовити його справжнє ім'я Тхуан), дилером в казино в Південній Каліфорнії. За час роботи він бачив багатьох гравців, серед яких були ті, кому постійно щастило і ті, хто завжди залишався в програші. Їх промахи і перемоги стали незамінним досвідом для Скотті, який навчався на чужих помилках. Набувши досвіду в казино, Нгуєн поступово став заробляти за грою в покер стільки, що зміг забезпечувати не лише себе, але і свою сім'ю.
В'єтнамський гравець був помічений покерною елітою в 1998 році, коли він вперше завоював браслет WSOP. Свою майстерність в черговий раз він підтвердив в 2008 році, ставши чемпіоном WSOP $ 50,000 H.O.R.S.E. World Championship. Ця перемога зробила його першим гравцем за всю історію WSOP, який зміг завоювати два найпрестижніших титули Чемпіонату — переможця WSOP Main Event і $ 50,000 H.O.R.S.E.
У період з 2000 по 2004 рік він 100 разів потрапляв у призи турнірів. Найяскравішими є перемоги Скотті Нгуєна в турнірах WSOP:
- 1997 — $ 2 000 Omaha 8 or Better — $ 156 959;
- 1998 — $ 10 000 No Limit Hold'em World Championship — $ 1 000 000;
- 2001 — $ 2 500 Pot Limit Omaha — $ 178 480;
- 2001 — $ 5 000 Omaha Hi-Lo Split Eight or Better — $ 287 580;
- 2008 — $ 50 000 H.O.R.S.E. World Championship — $ 1989120.

На сьогоднішній момент виграші Скотті в турнірах складають понад 9 мільйонів доларів США.